# 3633 Mira
3633 Mira este un asteroid din centura principală, descoperit pe 13 martie 1980 de Felix Aguilar Obs..